# Строде, Рита
Ри́та Альбе́ртовна Стро́де (латыш. Rita Strode; 26 июля 1955, Варакляны) — латвийский политик, председатель Даугавпилсской городской думы в 2003—2009 годах, председатель совета по развитию Латгальского региона планирования, депутат 10-го Сейма Латвии.

## Биография
Родилась в Вараклянах, после окончания школы училась в Даугавпилсском педагогическом институте (окончила в 1979 году). Заведующая отделом культуры Городского Исполнительного комитета Даугавпилсского Совета народных депутатов.

## Партийность
При создании Даугавпилсской городской партии вошла в правление партии, позднее ушла в «Латвийский путь».

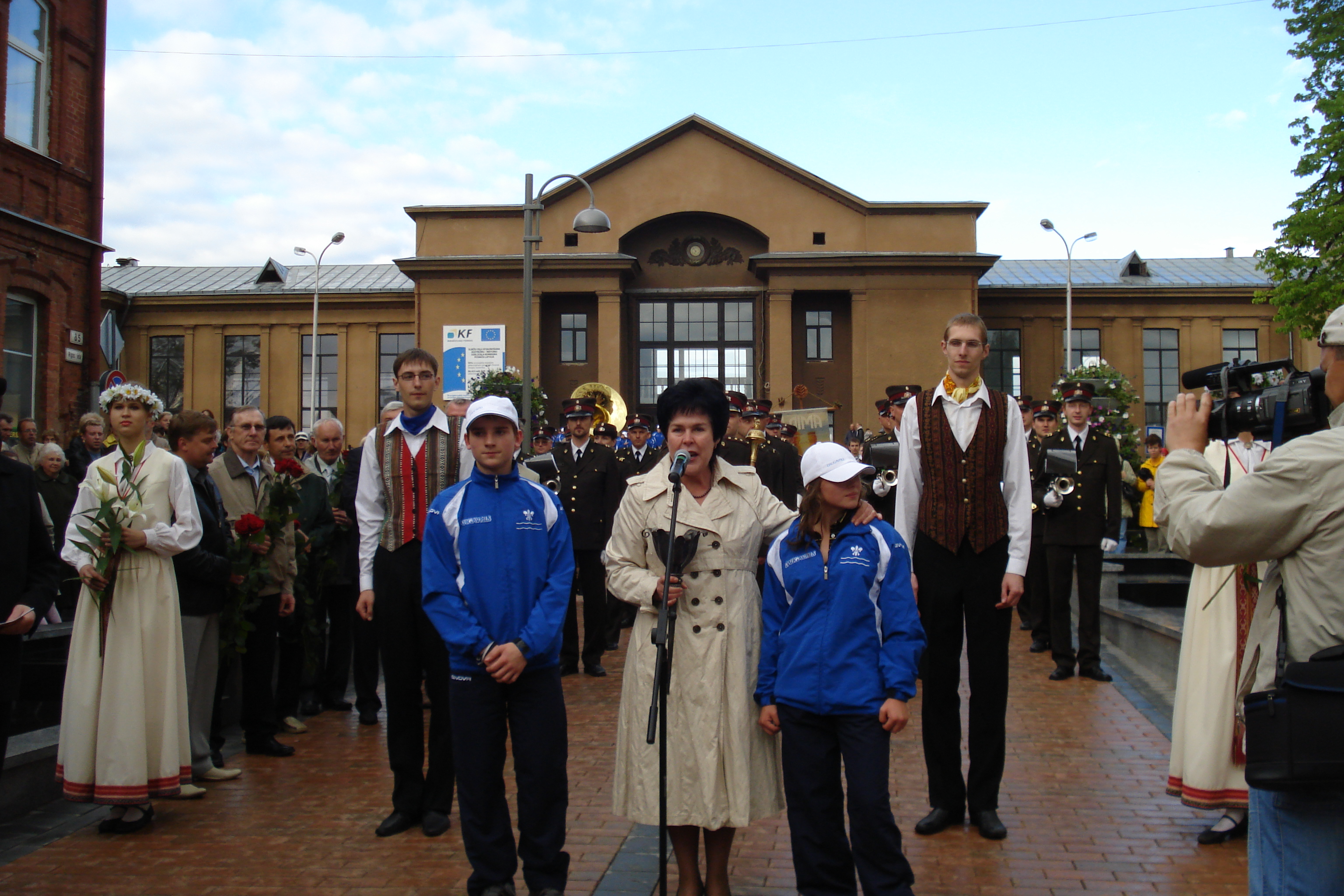
Мэр Даугавпилса Рита Строде на открытии реконструированной улицы Ригас в 2009 году

## Городская Дума
Депутат городской Думы нескольких созывов, вице-мэр при Алексее Видавском (1994—1997, 1997—2001), в августе 2003 избрана мэром города (председателем городской думы), после выборов 2005 года переизбрана мэром города. На выборах 2009 года уступила пост Р. Эйгиму, после его снятия 22 октября 2009 года избрана вице-мэром.

## Депутат Сейма
На выборах 10-го Сейма 2 октября 2010 года избрана по Латгальскому округу в Сейм Латвии.